# Prezidentské volby v Moldavsku 2005
Prezidentské volby v Moldavsku v roce 2005 byly nepřímé prezidentské volby, které se konaly 4. dubna 2005 v Moldavsku. V parlamentních volbách v březnu 2005 získala Strana komunistů Moldavské republiky (PCRM) 46,1 % hlasů a 56 křesel ve 101členném parlamentu, což je více než dost na minimální počet 51 hlasů potřebných pro setrvání ve vládě, ale chybělo nutných 61 hlasů pro zvolení prezidenta. Prezident Voronin však získal potřebnou podporu od Křesťanskodemokratické lidové strany a frakcí demokratů a sociálních liberálů poté, co slíbil, že zajistí pro zemi potřebné reformy a euroatlantickou integraci. (Dvě posledně jmenované frakce se po volbách oddělily od Volebního bloku "Moldova Democrată" a druhou největší stranou v parlamentu se stala Aliance Naše Moldavsko (AMN) bývalého starosty Kišiněva Serafima Urecheana s 26 mandáty). Voronin byl znovu zvolen 75 hlasy; další kandidát Gheorghe Duca získal jeden hlas a dva hlasy byly neplatné.

## Výsledky
| Kandidát               | Kandidát               | Strana                               | Hlasy | %     |
| ---------------------- | ---------------------- | ------------------------------------ | ----- | ----- |
|                        | Vladimir Voronin       | Strana komunistů Moldavské republiky | 75    | 98,68 |
|                        | Gheorghe Duca          | nestraník                            | 1     | 1,32  |
| Celkem                 | Celkem                 | Celkem                               | 76    | 100   |
|                        |                        |                                      |       |       |
| Platné hlasy           | Platné hlasy           | Platné hlasy                         | 76    | 97,44 |
| Neplatné hlasy         | Neplatné hlasy         | Neplatné hlasy                       | 2     | 2,56  |
| Celkem                 | Celkem                 | Celkem                               | 78    | 100   |
| Celkový počet poslanců | Celkový počet poslanců | Celkový počet poslanců               | 101   | 77,23 |
| Zdroj: eDemocracy      |                        |                                      |       |       |